# Abrigo de la Hoya de los Navarejos II
El abrigo de la Hoya de los Navarejos II es un lugar arqueológico situado en Tormón, municipio de la provincia de Teruel (Comunidad Autónoma de Aragón, España).

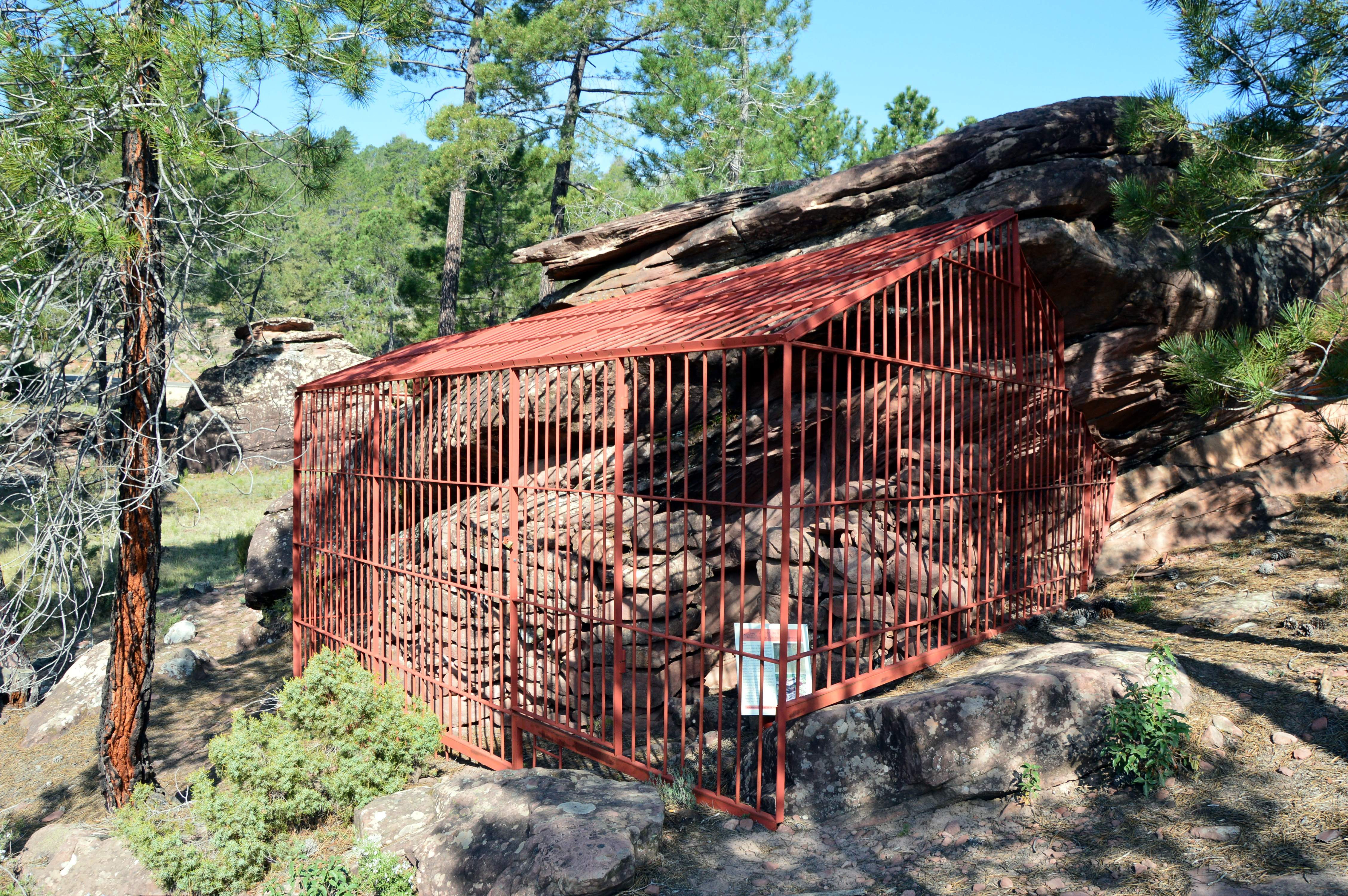
Abrigo de la Hoya de los Navarejos II en el Rodeno de Tormón, Parque Cultural de Albarracín (2018).

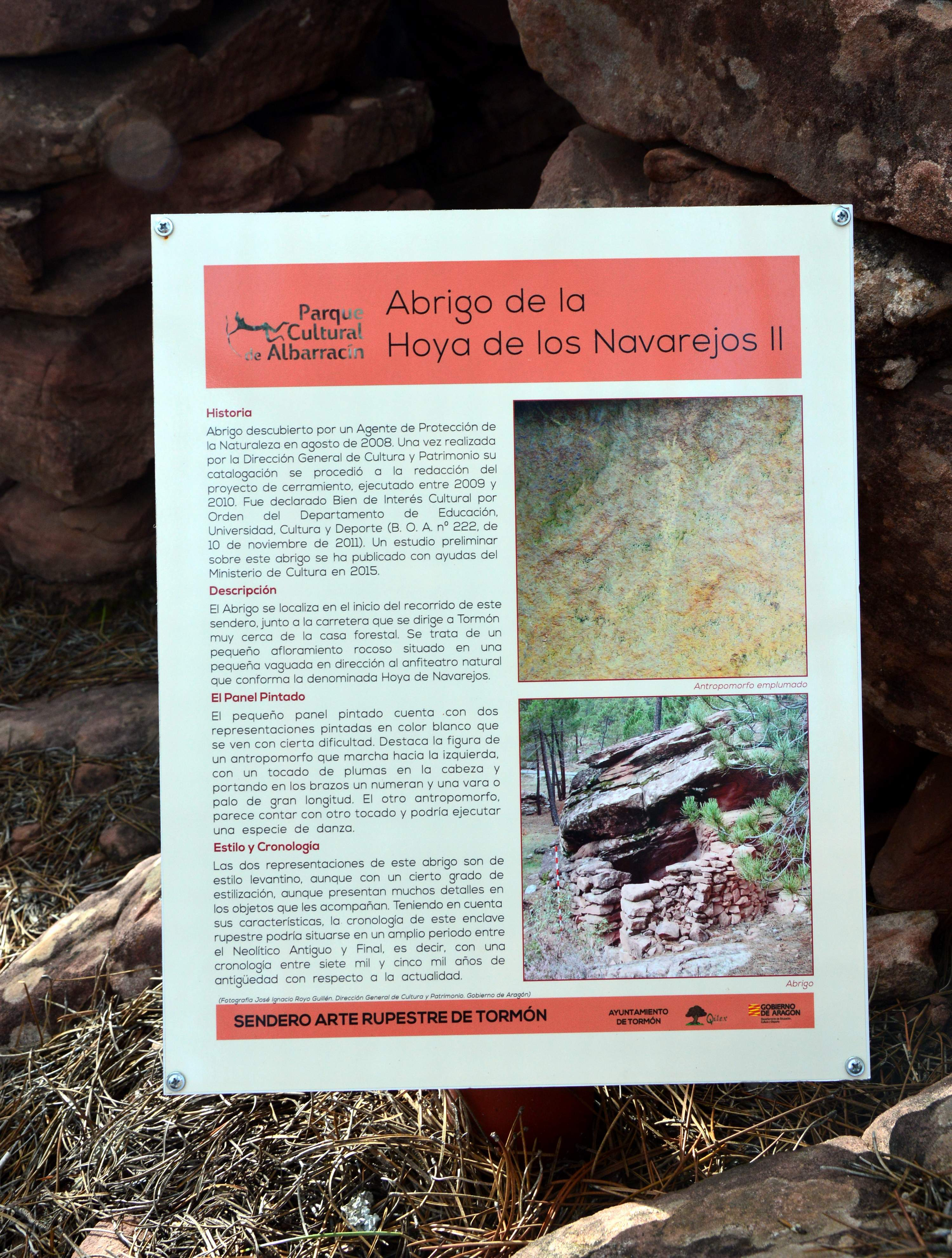
Detalle de panel informativo en el Abrigo de la Hoya de los Navarejos II en el Rodeno de Tormón, Parque Cultural de Albarracín (2018).

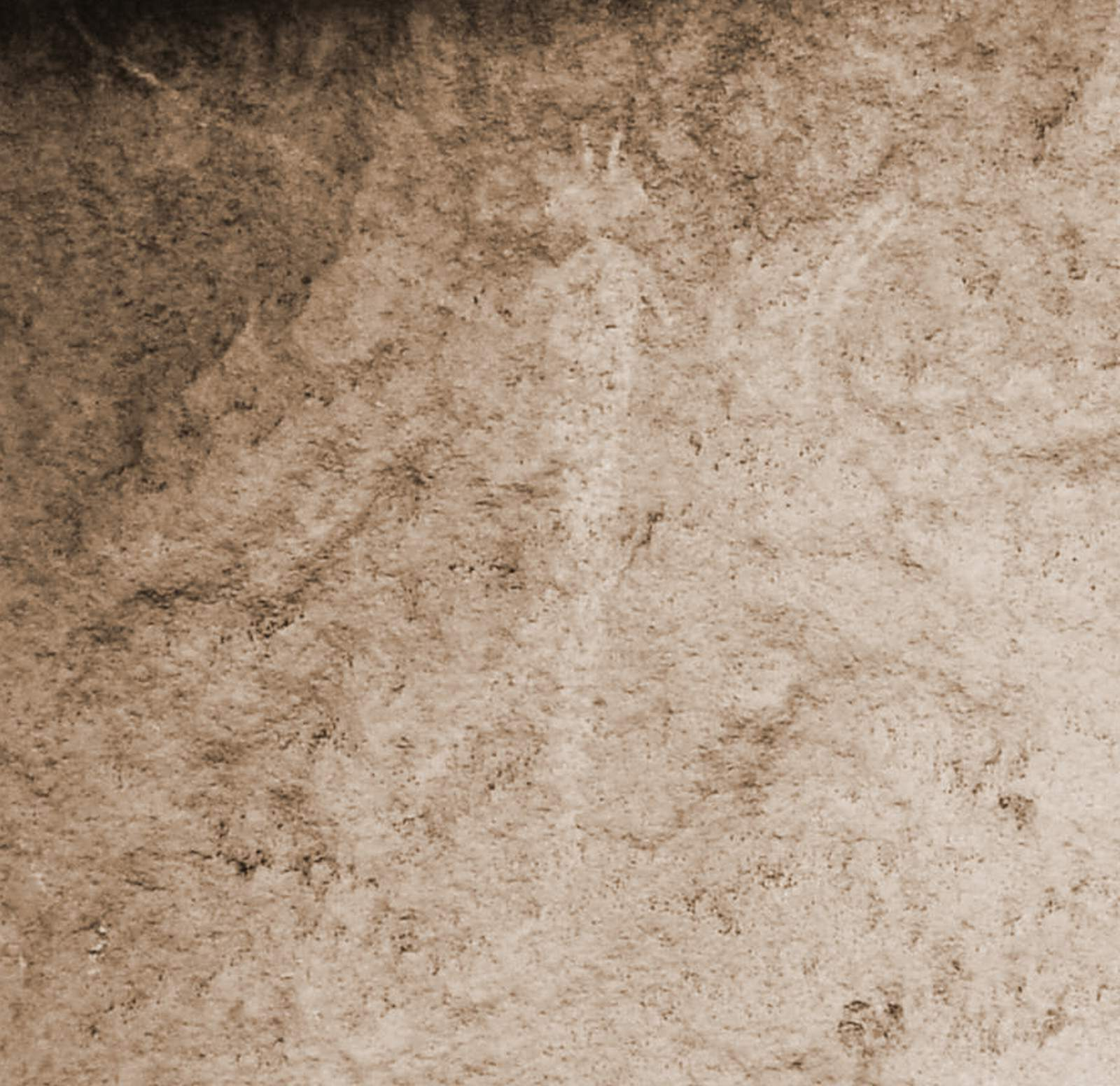
Detalle de panel decorado (antropomorfo tocado con plumas) en el Abrigo de la Hoya de los Navarejos I en el Rodeno de Tormón, Parque Cultural de Albarracín [Tomado del panel informativo: tratamiento digital sepia] (2018).

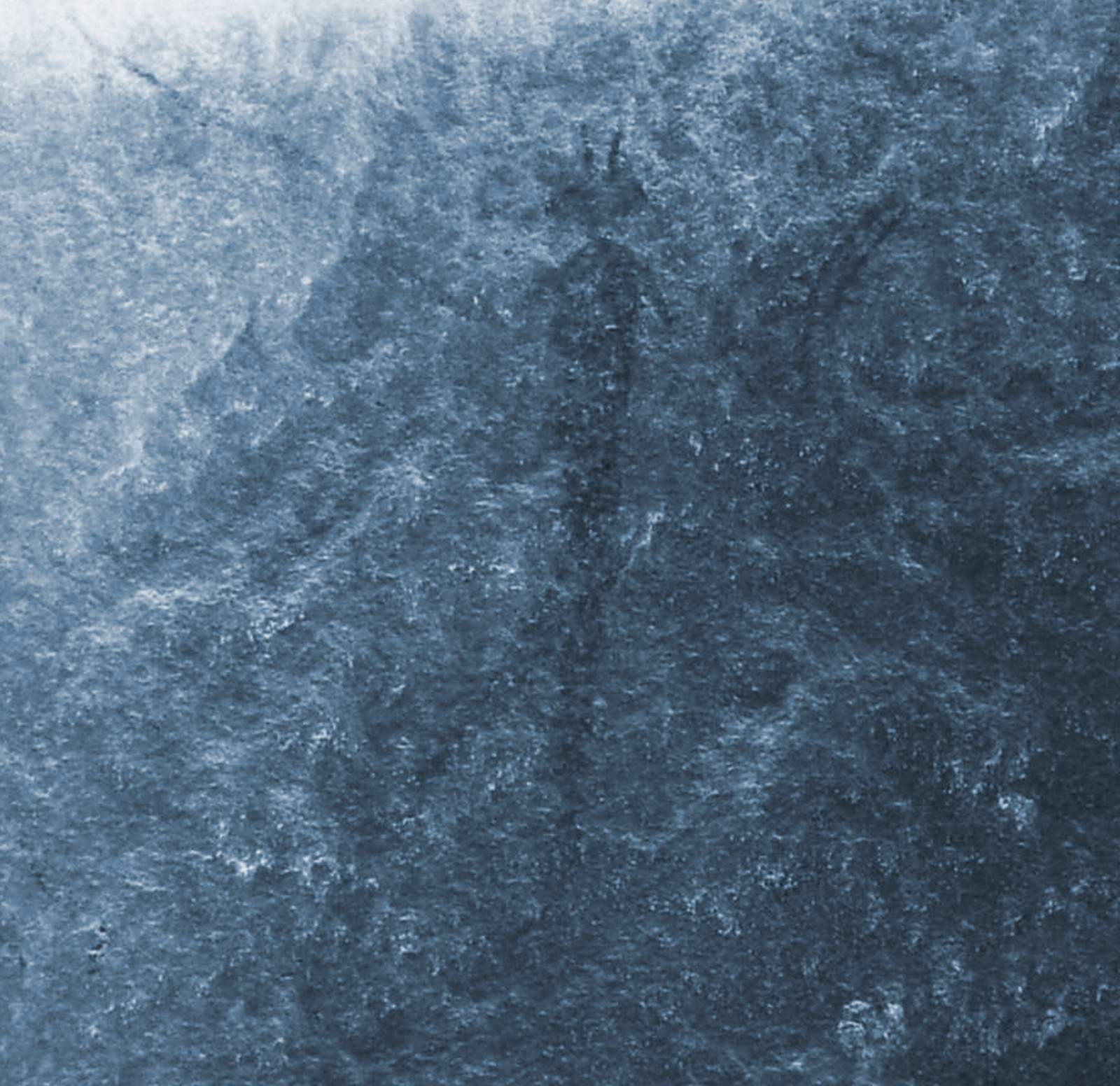
Detalle de panel decorado (antropomorfo tocado con plumas) en el Abrigo de la Hoya de los Navarejos II en el Rodeno de Tormón, Parque Cultural de Albarracín [Tomado del panel informativo: tratamiento digital negativo] (2018).

Forma parte del conjunto de abrigos de la «Ruta de Arte Rupestre de Tormón», perteneciente a los Abrigos rupestres de Tormón del Parque Cultural de Albarracín, declarado Patrimonio de la Humanidad (1998).

## Historia
Descubierto por un Agente de Protección de la Naturaleza (Liberato Fortea) -en agosto de 2008-: a finales del mismo mes, los servicios técnicos de la Dirección General de Cultura y Patrimonio del Gobierno de Aragón realizaron los trabajos previos de catalogación y documentación para su declaración como Bien de Interés Cultural (BIC).
El abrigo fue protegido con una verja metálica en 2009-2010, aunque hasta su estudio y publicación (M. Bea y J. Angás, 2015) el abrigo permaneció inédito.

## Ubicación y descripción
Se halla al comienzo del Sendero Rupestre, junto a la carretera de Tormón a Teruel (VF-TE-13), en un pequeño afloramiento rocoso situado en una vaguada del paraje denominado Hoya de los Navarejos: se trata de una covacha circundada por un muro de piedra en seco y cubierto por una visera de roca. En tiempos subactuales, el abrigo servía de refugio temporal.
En el panel decorado se representa dos figuras antropomorfas en tonos blanquecinos, aunque solo la situada en el centro puede apreciarse con cierto detalle:
Motivo 1: antropomorfo erguido que marcha hacia la derecha (izquierda del espectador), cabeza de aspecto globular, de cuya parte superior sobresalen dos remates verticales (antenas, plumas) a modo de elemento ornamental. Cuerpo estilizado, con el torso ensanchado a la altura de los hombros, el brazo derecho flexionado: porta dos elementos curvos unidos por el vértice, con los extremos hacia fuera, compatibles con armas arrojadizas (bumeranes). El brazo izquierdo también flexionado y ascendente, con objeto fino lineal, a modo de lanza o vara. La pierna derecha (izquierda del espectador) ligeramente adelantada, formando ángulo agudo respecto de la extremidad izquierda (derecha del espectador), que se sitúa en al vertical del desarrollo corporal.
La figura menos apreciable posee tocado y parece hallarse en actitud de danza. Del conjunto, cabe destacar los bumeranes:

«[...] un tipo de arma que solamente hace unos años se ha comenzado a documentar en el arte rupestre del Arco Mediterráneo y que se emparenta con manifestaciones culturales presentes en muchos lugares del mundo pero que en Australia han alcanzado su máxima popularidad».
Sendero por el Arte Rupestre de Tormón , José Ignacio Royo Guillén et al 

## Técnicas pictóricas
Todos los motivos pintados en blanco, figuras esbeltas, soporte liso.

## Estilo
Levantino muy estilizado y sin superposiciones, con muchos detalles en los elementos que les acompañan.

## Cronología
Por sus características, podría situarse en un amplio segmento cronológico -entre el Neolítico Antiguo y el Final-: 7.000-5.000 años antes del presente.

## Información
Para visitar los abrigos rupestres de Tormón resulta aconsejable la utilización de la publicación Sendero por el Arte Rupestre de Tormón (2017): «Guía Didáctica» editada por el Ayuntamiento de Tormón, en colaboración con la Dirección General de Cultura y Patrimonio del Gobierno de Aragón.